# Qualifications du Championnat d'Europe féminin de volley-ball 2011
Les qualifications pour le 27e Championnat d'Europe de volley-ball féminin, devant se dérouler à Belgrade et Zrenjanin en Serbie et à Monza et Busto Arsizio en Italie du 22 septembre au 2 octobre 2011, se sont déroulées de mai à septembre 2010.

## Formule
Le premier tour prévoit une élimination directe entre six pays par match aller/retour : les qualifiés seront les vainqueurs des deux matchs ou dans le cas d'une victoire chacun celui qui a le meilleur rapport sets gagnés et sets perdus. 
Le deuxième tour sera composés de 6 groupes de quatre équipes : la formule est celle de la ronde ou toutes les équipes se rencontrent en match aller/retour. L'équipe gagnante se voit accorder deux points, tandis que le perdant à un point, à la fin de tous les matchs le premier du classement accède directement au Championnat d'Europe et le deuxième au barrage avec le deuxième d'un autre groupe. Dans le cas d'une égalité celui qui a le meilleur rapport sets gagnés et sets perdus est qualifié. 
Le troisième tour (barrages) prévoit une élimination directe entre les deuxièmes par match aller/retour : les qualifiés seront les vainqueurs des deux matchs ou dans le cas d'une victoire chacun celui qui a le meilleur rapport sets gagnés et sets perdus.

## Premier tour

### Équipes qualifiées pour le second tour
- Suède
- Suisse

## Second tour
| Groupe A                                                                     | Groupe B                                                      | Groupe C                                                                      | Groupe D                                                        | Groupe E                                                      | Groupe F                                                   |
| ---------------------------------------------------------------------------- | ------------------------------------------------------------- | ----------------------------------------------------------------------------- | --------------------------------------------------------------- | ------------------------------------------------------------- | ---------------------------------------------------------- |
| Sites : Moguilev et Bakou Bosnie-Herzégovine Azerbaïdjan Biélorussie Géorgie | Sites : Karlovy Vary et Agde Hongrie France Tchéquie Autriche | Sites : Sievierodonetsk et Sheffield Israël Slovaquie Ukraine Grande-Bretagne | Sites : Osijek et Tres Cantos Croatie Suisse Espagne Monténégro | Sites : Hasselt et Constanța Roumanie Slovénie Belgique Suède | Sites : Guarda et Samokov Bulgarie Grèce Finlande Portugal |

### Poule A

#### Classement
| # | Équipe             | Pts | J | G | P | Sp | Sc | Ratio | Pp  | Pc  | Ratio |
| - | ------------------ | --- | - | - | - | -- | -- | ----- | --- | --- | ----- |
| 1 | Azerbaïdjan        | 12  | 6 | 6 | 0 | 18 | 0  | MAX   | 450 | 251 | 1.793 |
| 2 | Biélorussie        | 10  | 6 | 4 | 2 | 12 | 6  | 2     | 400 | 277 | 1.444 |
| 3 | Bosnie-Herzégovine | 8   | 6 | 2 | 4 | 6  | 12 | 0.5   | 331 | 375 | 0.883 |
| 4 | Géorgie            | 6   | 6 | 0 | 6 | 0  | 18 | 0     | 172 | 450 | 0.382 |

### Poule B

#### Classement
| # | Équipe   | Pts | J | G | P | Sp | Sc | Ratio | Pp  | Pc  | Ratio |
| - | -------- | --- | - | - | - | -- | -- | ----- | --- | --- | ----- |
| 1 | Tchéquie | 12  | 6 | 6 | 0 | 18 | 5  | 3.6   | 533 | 417 | 1.278 |
| 2 | France   | 10  | 6 | 4 | 2 | 15 | 8  | 1.875 | 518 | 433 | 1.196 |
| 3 | Hongrie  | 8   | 6 | 2 | 4 | 10 | 13 | 0.769 | 483 | 522 | 0.925 |
| 4 | Autriche | 6   | 6 | 0 | 6 | 1  | 18 | 0.056 | 312 | 474 | 0.658 |

### Poule C

#### Classement
| # | Équipe          | Pts | J | G | P | Sp | Sc | Ratio | Pp  | Pc  | Ratio |
| - | --------------- | --- | - | - | - | -- | -- | ----- | --- | --- | ----- |
| 1 | Ukraine         | 11  | 6 | 5 | 1 | 17 | 7  | 2.429 | 550 | 461 | 1.193 |
| 2 | Israël          | 10  | 6 | 4 | 2 | 15 | 9  | 1.667 | 529 | 496 | 1.067 |
| 3 | Slovaquie       | 9   | 6 | 3 | 3 | 12 | 13 | 0.923 | 538 | 557 | 0.966 |
| 4 | Grande-Bretagne | 6   | 6 | 0 | 6 | 3  | 18 | 0.167 | 408 | 511 | 0.798 |

### Poule D

#### Classement
| # | Équipe     | Pts | J | G | P | Sp | Sc | Ratio | Pp  | Pc  | Ratio |
| - | ---------- | --- | - | - | - | -- | -- | ----- | --- | --- | ----- |
| 1 | Espagne    | 11  | 6 | 5 | 1 | 15 | 3  | 5     | 428 | 318 | 1.346 |
| 2 | Croatie    | 11  | 6 | 5 | 1 | 15 | 4  | 3.75  | 446 | 365 | 1.222 |
| 3 | Suisse     | 8   | 6 | 2 | 4 | 6  | 12 | 0.5   | 376 | 429 | 0.876 |
| 4 | Monténégro | 6   | 6 | 0 | 6 | 1  | 18 | 0.056 | 336 | 474 | 0.709 |

### Poule E

#### Classement
| # | Équipe   | Pts | J | G | P | Sp | Sc | Ratio | Pp  | Pc  | Ratio |
| - | -------- | --- | - | - | - | -- | -- | ----- | --- | --- | ----- |
| 1 | Roumanie | 12  | 6 | 6 | 0 | 18 | 3  | 6     | 507 | 368 | 1.378 |
| 2 | Belgique | 10  | 6 | 4 | 2 | 12 | 9  | 1.333 | 449 | 417 | 1.077 |
| 3 | Slovénie | 8   | 6 | 2 | 4 | 10 | 13 | 0.769 | 476 | 499 | 0.954 |
| 4 | Suède    | 6   | 6 | 0 | 6 | 3  | 18 | 0.167 | 360 | 508 | 0.709 |

### Poule F

#### Classement
| # | Équipe   | Pts | J | G | P | Sp | Sc | Ratio | Pp  | Pc  | Ratio |
| - | -------- | --- | - | - | - | -- | -- | ----- | --- | --- | ----- |
| 1 | Bulgarie | 12  | 6 | 6 | 0 | 18 | 1  | 18    | 466 | 319 | 1.461 |
| 2 | Finlande | 9   | 6 | 3 | 3 | 11 | 9  | 1.222 | 429 | 407 | 1.054 |
| 3 | Grèce    | 9   | 6 | 3 | 3 | 10 | 11 | 0.909 | 457 | 429 | 1.065 |
| 4 | Portugal | 6   | 6 | 0 | 6 | 0  | 18 | 0     | 253 | 450 | 0.562 |

#### Équipes qualifiées pour le championnat d'Europe
- Azerbaïdjan
- Tchéquie
- Ukraine
- Espagne
- Roumanie
- Bulgarie

#### Équipes qualifiées pour les barrages
- Biélorussie
- France
- Israël
- Croatie
- Belgique
- Finlande

## Barrages

### Matchs Retour

#### Équipes qualifiées pour le championnat d'Europe
- Croatie
- France
- Israël

## Récapitulatif des équipes qualifiées pour le championnat d'Europe
- Serbie (pays organisateur)
- Italie (pays organisateur)
- Pays-Bas (2e Championnat d'Europe de volley-ball féminin 2009)
- Pologne (3e Championnat d'Europe de volley-ball féminin 2009)
- Allemagne (4e Championnat d'Europe de volley-ball féminin 2009)
- Turquie (5e Championnat d'Europe de volley-ball féminin 2009)
- Russie (6e Championnat d'Europe de volley-ball féminin 2009)
- Azerbaïdjan (1er tournoi qualification Poule A)
- Tchéquie (1er tournoi qualification Poule B)
- Ukraine (1er tournoi qualification Poule C)
- Espagne (1er tournoi qualification Poule D)
- Roumanie (1er tournoi qualification Poule E)
- Bulgarie (1er tournoi qualification Poule F)
- Croatie (Barrage)
- France (Barrage)
- Israël (Barrage)